# شرکت شبکه الکترونیکی پرداخت کارت
شبکه الکترونیکی پرداخت کارت یا شاپرک یک شرکت فعال در زمینه کارت‌های بانکی است که به منظور ساماندهی نظام پرداختی با مشارکت بانک‌های ایران در سال ۱۳۹۰ تأسیس شد. شاپرک زیرمجموعه شرکت خدمات انفورماتیک زیرمجموعه شرکت ملی انفورماتیک است. شرکت شاپرک نرم‌افزار را در زبان برنامه‌نویسی جاوا ساخته است. رکورد تعداد تراکنش یک شبانه روز ۱۴۰۰ تا خرداد تعداد ۵۰۰ میلیون واحد تراکنش بود. شبکه شتاب شبیه شاپرک است.

## وظایف و فعالیت‌ها
به گفته محمود بهمنی، مدیر سابق بانک مرکزی ایران شاپرک وظیفه حاکمیتی و نظارتی بانک مرکزی در زمینه استانداردسازی، توزیع مناسب و نظارت بر مبادلات الکترونیکی کشور در مراکز فروش کالا و خدمات را بر عهده دارد. این سامانه مشابه SEPA در اروپا و INTRAC در کانادا است.
این شرکت مرداد ۱۴۰۰ کدپستی مرتبط با بیش از ۸۴۰ هزار پذیرنده فعال در شبکه پرداخت الکترونیکی کشور بازبینی و تصحیح کرده است.

## پرداخت‌های اینترنتی
طبق طرح جدید شاپرک، تا اوایل سال ۱۳۹۳ خورشیدی مسیر پرداخت اینترنتی از بانک‌ها و شتاب قطع و به شبکه شاپرک منتقل خواهد شد. فروشگاه‌های مجازی برای انتقال پرداخت‌هایشان از طریق این شبکه باید حتماً مجوز کسب و نماد اعتماد را دریافت کرده باشند.

## قانون پایانه‌های فروشگاهی و سامانه مودیان قانون مالیات بر عایدی سرمایه و نیز قانون دایمی مالیات بر ارزش افزوده
به دلیل تصویب این طرح ۸/۳ میلیون دارنده کارتخوان از طریق اخذ اظهارنامهحساب مالیاتی اداره دارایی تشکیل دادند که یک فرایند پذیرش بوروکراتیک دارد.

## سیستم جامع مدیریت پذیرندگان شاپرک MMS/CRM
یک زیرساخت که مبتنی بر برنامه‌نویسی مایکروسافت داینمیکس است به دلایلی من جمله کنترل سیستماتیک و رفع خطای انسانی در ثبت داده‌ها ساخته‌اند.

## فناوری شبکه
سوئیچ پرداخت یک برنامه نرم‌افزاری است که بر روی حداقل یک سرور نصب می‌شود. این نرم‌افزار عموماً به یک دیتابیس برای کار کردن و نوشتن اطلاعات نیاز دارد.
وظیفه اصلی سوئیچ پرداخت انجام تراکنش پرداخت است.
فرایند پرداخت چون اهمیت مالی دارد یک پروسه بسیار دقیق و حساب شده است و همه موارد مرتبط با خطاها در آن مورد بررسی قرار می‌گیرد و همواره سعی می‌گردد تا بهبود داده شود و جلوی روش‌های تقلب مالی و پولشویی در آن گرفته شود.
متولی اصلی نظارت بر پرداخت در ایران بانک مرکزی است که به وسیلهٔ شبکه شتاب و شبکه شاپرک بر آن نظارت می‌کند.
شبکه شتاب بر روی نقل و انتقال پول در سیستم بانکی و شبکه شاپرک بر روی نقل و انتقال پول در شبکه شرکت‌های خدمات پرداخت که اصطلاحاً Payment Service Provider (PSP) نامیده می‌شوند و عموماً در ان تراکنش‌های مبتنی بر کارتهای بانکی رد و بدل می‌شود نظارت می‌کند

## انواع سوئیچ‌های پرداخت[۱۹]
1. سوئیچ پذیرندگی
2. سوئیچ صادرکنندگی
3. سوئیچ شاپرک
4. سوئیچ شتاب
5. سوئیچ Authorizer
6. سوئیچ Interchange

## تولیدکنندگان سوئیچ پرداخت
شرکت‌های برنامه‌نویسی هریک می‌توانند یک سوئیچ پرداخت بنویسند یا تولید کنند. شرکت‌های PSP هم می‌توانند سوئیچ خود را داشته باشند.

## شرکت‌ها و برنامک‌های مجاز
سوئیچ پرداخت زمانی عملیاتی محسوب می‌شود که به سوئیچ شرکت شاپرک متصل باشد و برای اینکار باید از شرکت شاپرک و بانک مرکزی مجوز دریافت کند.
شرکت‌های PSP
هم‌اکنون در ایران ۱۲ شرکت از شرکت شاپرک مجوز دریافت کرده‌اند:
- شرکت آسان پرداخت پرشین
- شرکت الکترونیک کارت دماوند
- شرکت به پرداخت ملت
- شرکت پرداخت الکترونیک پاسارگاد
- شرکت پرداخت الکترونیک سامان کیش
- شرکت پرداخت نوین آرین
- شرکت تجارت الکترونیک پارسیان
- شرکت پرداخت الکترونیک سداد
- شرکت فراپردازان آروند امید
- شرکت فن آوا کارت
- شرکت کارت اعتباری ایران کیش
- شرکت پرداخت الکترونیک سپهر

## انتقادها
گفته می‌شود سامانه جدید پرداخت کارتی باعث شده خریدها از پایانه‌های فروش به صورت آنی انجام نشود و مبالغ پس از چند ساعت به حساب صاحب پایانه‌های فروش واریز شود، در ابتدا اجرای این طرح وقفه زیادی در واریز مبالغ صورت گرفت که باعث نارضایتی فروشندگان زیادی شده است.